# Plinia renatiana
Plinia renatiana är en myrtenväxtart som beskrevs av Graziela Maciel Barroso och Ariane Luna Peixoto. Plinia renatiana ingår i släktet Plinia och familjen myrtenväxter. Inga underarter finns listade i Catalogue of Life.